# Zodarion denisi
Zodarion denisi är en spindelart som beskrevs av Sergei Aleksandrovich Spassky 1938. Zodarion denisi ingår i släktet Zodarion och familjen Zodariidae. Inga underarter finns listade i Catalogue of Life.